# 뚝딱박사 핌
뚝딱박사 핌은 PMMP에서 제작한 TV 애니메이션 시리즈이다. 1997년부터 1998년까지 TF1에서 총 104화로 방영되었다.
대한민국에서는 1999년에 KBS에서 방영되었다.

## 등장인물
- 핌
- 토미
- 플란트
- 에디슨
- 빌리 팝
- 카르티에르
- 스트로베리
- 뉴턴
- 포이스
- 올리버
- 라디시
- 와트
- 주치니
- 카로트
- 브로코
- 카비